# Ákos Vereckei
Ákos Vereckei (* 26. August 1977 in Budapest) ist ein ehemaliger ungarischer Kanute. Er gewann bei drei Olympiateilnahmen zwei Goldmedaillen, sechs Goldmedaillen erhielt er bei Weltmeisterschaften.

## Karriere
Vereckei gewann im Juli 1997 mit dem ungarischen Vierer-Kajak über 500 Meter den Titel bei den Europameisterschaften in Plowdiw zusammen mit Botond Storcz, Robert Hegedüs und Zoltán Kammerer. Einen Monat später gewannen Kammerer, Storcz, Vereckei und Hegedüs bei den Weltmeisterschaften 1997 im kanadischen Dartmouth auf der 500-Meter-Strecke. Bei den Weltmeisterschaften 1998 in Szeged gewann Ákos Vereckei vor heimischem Publikum den Titel im Einer-Kajak über 500 Meter. 1999 trat Vereckei bei den Europameisterschaften in Zagreb zusammen mit Kammerer im Zweier-Kajak an und gewann sowohl über 500 Meter als auch über 1000 Meter die Silbermedaille. Im Einer-Kajak gewann er die Regatta über 1000 Meter. Bei den Weltmeisterschaften in Mailand verteidigte Vereckei seinen Titel über 500 Meter erfolgreich. Der ungarische Vierer erkämpfte mit Storcz, Kammerer, Vereckei und Gábor Horváth Bronze über 500 Meter und gewann den Titel über 1000 Meter. Im Jahr darauf belegten Storcz, Kammerer, Vereckei und Horváth bei den Europameisterschaften in Posen den zweiten Platz über 1000 Meter hinter dem deutschen Vierer. Über 500 Meter gewann Vereckei den Einer. Bei den Olympischen Spielen in Sydney trat Vereckei zweimal an. Er belegte den vierten Platz im Einer-Kajak über 500 Meter, der ungarische Vierer über 1000 Meter siegte mit Storcz, Kammerer, Vereckei und Horváth vor den deutschen Europameistern.
2001 gewann Vereckei bei den Europameisterschaften in Mailand die Goldmedaille im Einer über 500 Meter und die Silbermedaille im Einer über 1000 Meter hinter dem Deutschen Lutz Liwowski. Bei den Weltmeisterschaften 2001 in Posen siegte Vereckei zum dritten Mal im Einer-Kajak über 500 Meter. 2002 gewann Vereckei bei den Europameisterschaften in Szeged zum dritten Mal Gold im Einer über 500 Meter. Bei den Weltmeisterschaften in Sevilla belegten Ákos Vereckei und Krisztián Veréb den dritten Platz im Zweier-Kajak über 1000 Meter. 2003 bei den Weltmeisterschaften in Gainesville siegte über 1000 Meter der slowakische Vierer, dahinter erhielten Kammerer, Vereckei, Roland Kökény und Veréb die Silbermedaille. 2004 trat bei den Europameisterschaften in Posen der ungarische Vierer über 1000 Meter mit Storcz, Vereckei, Horváth und Kammerer an und gewann den Titel. Bei den Olympischen Spielen 2004 in Athen siegte der ungarische Vierer in dieser Besetzung vor dem deutschen Vierer, Vereckei belegte über 500 Meter den fünften Platz.
Bei den Weltmeisterschaften 2006 in Szeged gewannen Ákos Vereckei, Roland Kökény, Lajos Gyökös und Gábor Horváth den Titel im Vierer über 1000 Meter. Bei den Olympischen Spielen in Peking belegte Vereckei im Einer über 500 Meter den sechsten Platz, mit dem ungarischen Vierer kam er auf den fünften Platz. Seine letzten internationalen Medaillen erkämpfte Vereckei zusammen mit Zoltán Kammerer im Zweier. Sie erhielten über 1000 Meter die Silbermedaille bei den Europameisterschaften 2010 in Trasona hinter den deutschen Martin Hollstein und Andreas Ihle. Ebenfalls Silber hinter Hollstein und Ihle gewannen die beiden Ungarn bei den Weltmeisterschaften 2010 in Posen.